# 库尔 (神)
在苏美尔神话中，库尔（Kur）被认为是有史以来的第一条龙，常指苏美尔东部的扎格罗斯山。楔形文字“库尔”就是一个表意符号-“山”的象形字，它也可指“异邦”。

## 神话
虽然“大地”一词是“基”（Ki），但“库尔”也意味着“陆地”、“土地”，苏美尔本身就被称为“库尔加勒”（Kur-gal）－－“伟大的土地”。 “库尔加勒”也意指“大山”，是尼普尔和该城邦的统治者恩利勒的转喻。“埃库尔”（Ekur）－－“山屋”是恩利勒在尼普尔的寺庙。另一方面，库尔最流行的含意是“冥界”或地底下的世界。
在古代近东神话中，扎格罗斯山东部山区是神偏爱的居所。但在“库尔”有时也指死者之家，这可能是由于山脉部分地区喷发着火焰，被看成了地狱。从而，使得扎格罗斯山在神话中的含意并不一致。
该名字与主要生活在扎格罗斯山区的族群-现代库尔德人族名很像，“Hennerbichler”认为，“库尔德”一词以及类似的民族称号，都是源自苏美尔语词干“库尔”，意为“山岳”。在现代库尔德语中，库尔一词指“男孩”。
在蘇美和阿卡德傳說中，地下世界“库尔”是原始海洋（阿勃祖）和大地（玛）之间的空隙。
库尔(Kur)与“库尔加勒”(Kur-gal)，以及苏美尔语“基-伽勒”（Ki-gal）含义一样，均指地下世界的“大地”，因此，冥界的统治者是“大地女神”埃列什基伽勒（Ereshkigal）。在后期的巴比伦神话中，库尔可能是一位阿努纳奇神，是埃列什基伽勒、因南娜、恩基和恩利勒的兄弟。在来自公元前一千年的阿卡德泥板书《埃努玛·埃利什》（Enuma Elish）中，库尔是提阿玛特的随从之一，一条蛇形的龙。有一则故事说，是巨蛇库尔导致了大地上的洪水。一枚公元前一千年的圆柱印章上刻画了一条喷火的翼龙-一位长有双翼的裸体女人，拉着将它征服之神的战车；另一枚印章上刻画一位骑在龙身上的神；第三枚刻画的是一位女神。

## 参阅文献
1. ↑  [http://www.sacred-texts.com/ane/sum/sum08.htm （页面存档备份，存于） 《苏美尔神话》 塞缪尔·诺亚·克莱默著 第110页
2. ↑  《阴暗面的场景》, Frans Wiggermann, 《美索不达米亚诗性语言》, Brill, 1996年, 第208-209页
3. ↑  《图解词典：古美索不达米亚神祇、妖魔和符号》 Jeremy A. Black, Anthony Green, Tessa Rickards, 德克萨斯大学出版社, 1992年 ISBN 0-292-70794-0, 第114页
4. ↑  http://www.sacred-texts.com/ane/sum/sum08.htm （页面存档备份，存于） 《苏美尔神话》 塞缪尔·诺亚·克莱默著 第110页 无处不在
5. ↑  Hennenrbichler. (2012). 《库尔德人的起源》. 人类学进展, 2.2: 第64-79页.
6. ↑  http://www.sacred-texts.com/ane/sum/sum08.htm （页面存档备份，存于） 《苏美尔神话》 塞缪尔·诺亚·克莱默著, 第112页
7. ↑  http://www.sacred-texts.com/ane/sum/sum08.htm （页面存档备份，存于） 苏美尔神话》 塞缪尔·诺亚·克莱默著, 第114页